# Vanůvek
Vanůvek é uma comuna checa localizada na região de Vysočina, distrito de Jihlava.